# كاتي بيري (مصممة أزياء)
كاتي بيري (بالإنجليزية: Katie Perry)‏ هي مصممة أزياء أسترالية، ولدت في 30 ديسمبر 1980 في لندن في المملكة المتحدة.